# Johnny Haynes

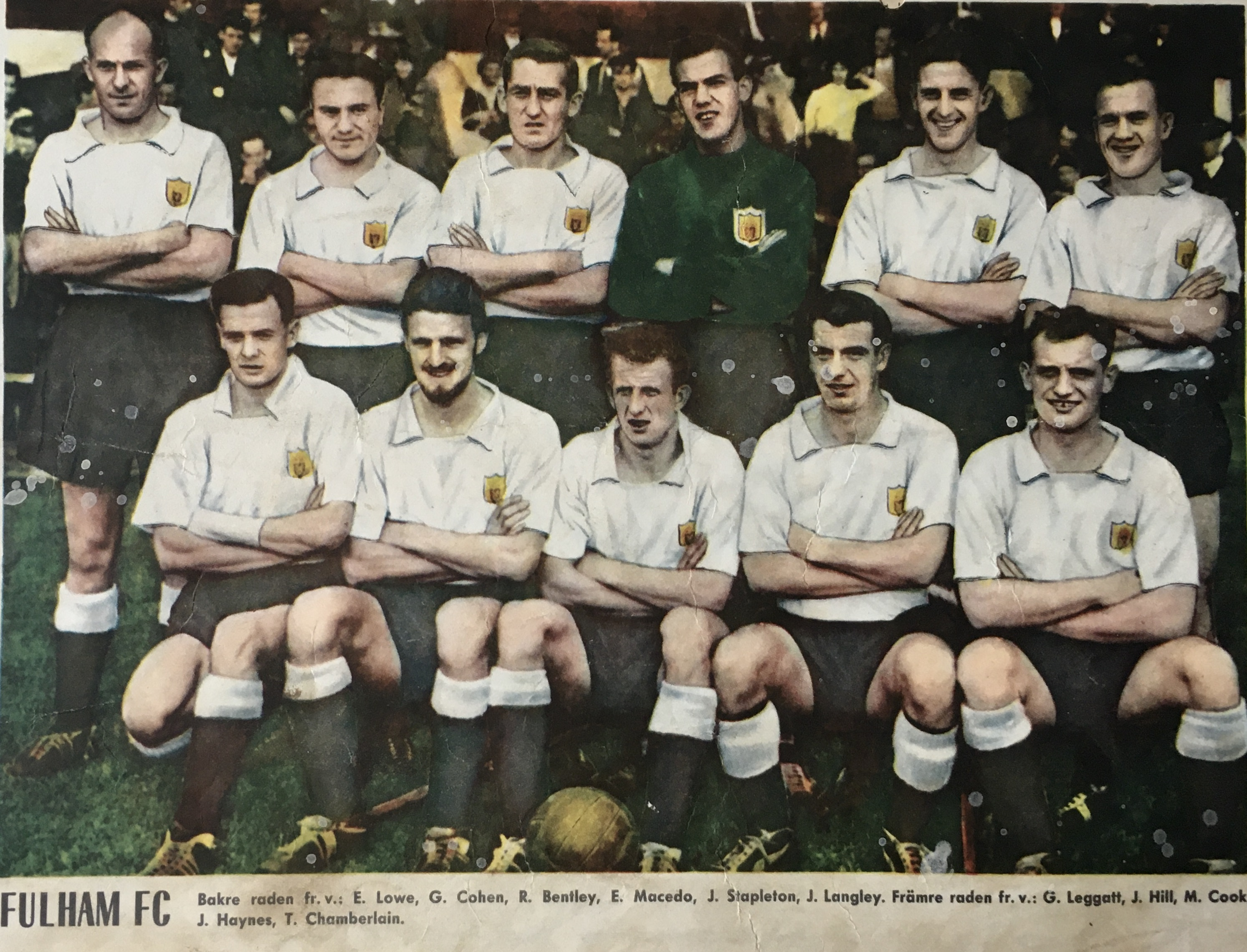
Fulham FC 1958 med landslagsspelaren Johnny Haynes i laget – fjärde man från vänster i främre raden.

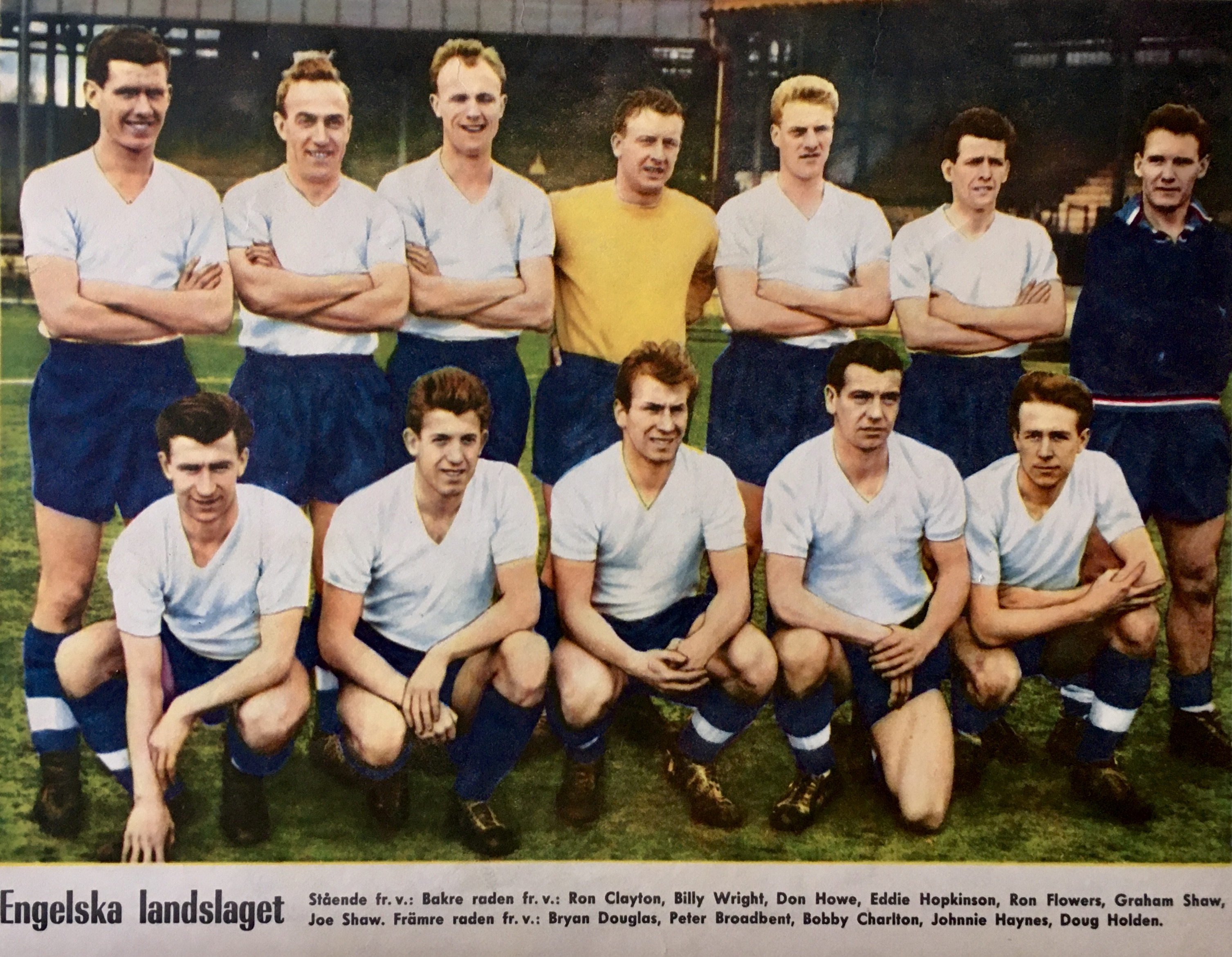
Englands vinnande lag mot Skottland på Empire Stadium, London den 11 april 1959. Från vänster, stående: Ronnie Clayton, Billy Wright (kapten), Don Howe, Eddie Hopkinson, Ron Flowers, Graham Shaw, Joe Shaw; främre raden: Bryan Douglas, Peter Broadbent, Bobby Charlton, Johnny Haynes och Doug Holden.

John Norman Haynes, född 17 oktober 1934, död 18 oktober 2005, var en engelsk fotbollsspelare. Med 658 matcher, varav 594 i ligan, och 158 mål mellan 1952 och 1970 är Johnny Haynes Fulhams meste spelare genom tiderna. Han spelade vänsterinner och var känd för sin passningsskicklighet samt för sin förmåga att läsa spelet. Han spelade även 56 landskamper för England, varav 22 som lagkapten.
2008 restes en staty av Johnny Haynes vid Fulhams arena Craven Cottage.

## Spelarkarriär

### Fulham
Johnny Haynes föddes i Kentish Town i London. Han inledde sin fotbollskarriär i amatörlaget Feltham och spelade senare i Wimbledon och Woodford Town innan han i maj 1952 blev professionell i Fulham. Trots erbjudanden från andra klubbar, stannade han i Fulham ända till 1970, då han flyttade till Sydafrika för att spela i Durban City tillsammans med sina forna lagkamrater från Fulham, Johnny Byrne och Bobby Keats.
Haynes klubbrekord på 158 mål stod sig till 1989, då Gordon Davies passerade honom. Säsongen 1958/59 var Haynes målmässigt sett bästa säsong då han gjorde 26 mål på 34 matcher. Denna säsong kom Fulham på andra plats i division två och tog steget upp i division ett. När regeln om en maximumlön på 20 pund i veckan togs bort 1961, blev Haynes den förste spelaren i ligan att tjäna 100 pund i veckan. I november 1968 tog han tillfälligt över som spelande tränare efter att Bobby Robson fått sparken. Laget låg då i botten av division två, men Haynes kunde inte förhindra nedflyttning till division tre.

### Landslaget
Haynes var den förste spelare att representera England på samtliga nivåer, från skol- till seniornivå. Han gjorde debut i A-landslaget den 2 oktober 1954, då han gjorde ett mål i 2–0-segern över Nordirland. Sin kanske bästa landskamp gjorde han mot Sovjetunionen på Wembley i oktober 1958 när England vann med 5–0 och Haynes svarade för tre av målen. Tidigare samma år hade han spelat samtliga Englands matcher under VM-turneringen i Sverige, där laget blev utslaget efter att ha förlorat en omspelsmatch mot just Sovjetunionen.
1960 blev Haynes utsedd till lagkapten i landslaget och året efter ledde han laget till en 9–3-seger över Skottland på Wembley. Under VM i Chile 1962 spelade han sina sista landskamper. Ett skadat knä efter en bilolycka detta år bidrog till att landslagskarriären tog slut. Haynes sista landskamp kom att bli VM-kvartsfinalen mot Brasilien den 10 juni 1962, en match som England förlorade med 3–1.

## Död
Johnny Haynes avled på kvällen den 18 oktober 2005 efter att ha varit med om en bilolycka dagen innan. Till minne av honom har en av läktarna på Fulhams hemmaarena Craven Cottage döpts om till The Johnny Haynes Stand.